# Lo Montet e Bojal
Lo Montet e Bojal (en francès Montet-et-Bouxal) és un municipi francès situat al departament de l'Òlt i a la regió d'Occitània.

## Demografia
| 1962                                       | 1968 | 1975 | 1982 | 1990 | 1999 | 2007 |
| ------------------------------------------ | ---- | ---- | ---- | ---- | ---- | ---- |
| 256                                        | 270  | 217  | 201  | 194  | 208  | 238  |
| Des de 1962: població sense dobles comptes |      |      |      |      |      |      |

## Administració
| Període | Identitat             | Partit |
| ------- | --------------------- | ------ |
| 2001-   | Jean-Claude Calméjane |        |